# Séré Moussa Ani Samou De Siékorolé
Séré Moussa Ani Samou De Siékorolé is een gemeente (commune) in de regio Sikasso in Mali. De gemeente telt 18.800 inwoners (2009).